# Hellen Hedemann
Hellen Hedemann (født 25. maj 1953 i Tranebjerg på Samsø) er en dansk jurist og politiker, som kortvarigt har været overborgmester i Københavns Kommune. Hun er gift med Martin Günter.
Hun blev oprindeligt uddannet farmakonom og arbejdede i Botswana og Zimbabwe fra 1978 til 1983, hvor den sociale ulighed motiverede hende til at gå ind i politik. 1984 meldte hun sig ind i SF, hvor hun har været aktiv siden.
Hedemann er optaget af videnskabsetik og forsøgspersoners rettigheder, og i fire år fra 1989 til 1993 var hun SF's lægmedlem af den Videnskabsetiske Komité for Københavns og Frederiksberg Kommuner. I 2000 blev hun cand.jur.
Hun var i perioden fra 1998 til 2005 medlem af og 1. næstformand for Københavns Borgerrepræsentation, og 25.-26. oktober 2004 var hun fungerende overborgmester i København efter Jens Kramer Mikkelsens afgang og indtil Lars Engbergs tiltrædelse. Hedemann var således Københavns første kvindelige overborgmester og den første overborgmester fra partiet SF. At hun ikke optræder på navnevæggen over overborgmestre på Københavns Rådhus førte i 2005 til kritik.
Siden 22. januar 2002 har hun været gift med partifællen Martin Günter.